# Planoglobanomalina
Planoglobanomalina es un género de foraminífero planctónico de la familia Globanomalinidae, de la superfamilia Hantkeninoidea, del suborden Globigerinina y del orden Globigerinida. Su especie tipo es Planoglobanomalina pseudoalgeriana. Su rango cronoestratigráfico abarca desde el Ypresiense superior (Eoceno inferior) hasta el Luteciense inferior (Eoceno medio).

## Descripción
Planoglobanomalina incluía especies con conchas inicialmente trocoespiraladas y finalmente pseudoplaniespiralada o planiespiraladas, de forma subglobular comprimida a biconvexa; sus cámaras eran subovoidales comprimidas; sus suturas intercamerales eran curvas e incididas; su contorno ecuatorial era subredondeado, ligeramente lobulado; su periferia era subredondeada a subangufa, en general con banda imperforada pero nunca carena desarrollada; el ombligo era estrecho; su abertura principal era interiomarginal, ecuatorial, con forma de arco bajo, asimétrico a simétrico, y rodeada con un amplio labio; los labios de las aberturas de las cámara precedentes quedaban relictas, fusionándose entre sí, con aberturas relictas donde los labios no se fusionan; presentaban pared calcítica hialina, perforada con poros cilíndricos y superficie lisa o puntuada.

## Discusión
Clasificaciones posteriores incluirían Planoglobanomalina en la superfamilia Globigerinitoidea.

## Paleoecología
Planoglobanomalina incluía especies con un modo de vida planctónico, de distribución latitudinal cosmopolita, preferentemente tropical a templada, y habitantes pelágicos de aguas superficiales (medio epipelágico).

## Clasificación
Planoglobanomalina incluye a la siguiente especie:
- Planoglobanomalina pseudoalgeriana †